# Прозор
Прозор (пенџер, понистра), је отвор на згради или кући, обично на зиду, али може бити и кровни. Намена му је да пропусти светлост (служи да се просторијама обезбеди довољна количина природног светла током дана) и да се врши проветравање затвореног простора кроз њега. Део прозора је прозирна површина кроз коју светлост може да прође.
Прозори могу бити отвориви, неотвориви (фиксни) и слепи. Ови први се састоје од оквира (рама) и крила, код ових других постоји само оквир који је застакљен, а трећи појам означава прозоре који су зазидани, али се виде на фасади или у унутрашњости зграде. Прозор се, у савременом грађевинарству, застакљује стаклом (једнослојним или вишеслојним), као и другим (полу)провидим материјалима (нпр. поликарбонатном пластиком). У прошлости су се прозори на кућама „застакљивали“ танким кожама, јер је стакло било скупо и недоступно. Стакло се користило само на дворцима или црквама (где је обично уграђивано у виду витража).
Према броју крила, прозори се деле на једнокрилне, двокрилне, трокрилне итд. Крила могу бити једнострука, дупла и двострука (крило на крило). Савремени прозори су најчешће са једноструким крилима, али су крила и оквири профилисани тако да омогуће одлично заптивање, како захваљујући свом облику, тако и захваљујући заптивкама од гуме или ЕПДМ. Крила могу бити обртна или клизна.
Материјал за израду оквира и крила може бити дрво, пластика (обично ПВЦ) или метал (обично алуминијум или челик), а да би се задовољили савремени захтеви грађевинске физике и архитектонског обликовања, праве се и од композитних профила (нпр. комбинације метала и дрвета).
Уз основне делове прозора, за њихову конструкцију (код отворивих) неопходан је и оков, где спадају шарке и механизам за затварање. Прозори могу имати и додатне делове: спољне и унутрашње ролетне, капке (жалузине), сенила и сл.

## Историја
У 13. веку пре нове ере, најранији прозори су били незастакљени отвори на крову који су пропуштали светлост током дана. Касније су прозори прекривани животињском кожом, тканином или дрветом. Следеће су били капци које су се могле отварати и затварати. Временом су направљени прозори који су истовремено штитили становнике од елемената и пропуштали светлост, користећи више малих комада провидног материјала, као што су спљоштени комади провидног животињског рога, танке кришке мермера, на пример, фенгит, или комади стакла, постављени у оквире од дрвета, гвожђа или олова. На Далеком истоку папир се користио за попуњавање прозора. Римљани су били први за које се знало да су користили стакло за прозоре, технологију која се вероватно први пут производила у римском Египту. Наиме, у Александрији су прозори од ливеног стакла, иако лоших оптичких својстава, почели су да се појављују око стоте године нове ере. То су биле мале дебеле продукције, нешто више од стаклених тегли од дуваног стакла (цилиндричних облика) спљоштених у листове са кружним пругастим шарама. Прошло би више од једног миленијума пре него што је прозорско стакло постало довољно провидно да се јасно види кроз њега, као што о њему сада размишљамо. Године 1154, Ал-Идриси је описао стаклене прозоре као обележје палате која је припадала краљу царства Гане.
Током векова развијене су технике за пресецање једне стране цилиндра од дуваног стакла и производњу тањих правоугаоних прозорских окна од исте количине стакленог материјала. То је довело до високих уских прозора, обично одвојених вертикалним ослонцем који се зове бифора. Биворни прозори су били избор међу европским добростојећим становништвом, док су папирни прозори били економични и широко коришћени у древној Кини, Кореји и Јапану. У Енглеској је стакло постало уобичајено на прозорима обичних домова тек почетком 17. века, док су прозори направљени од стакла од спљоштених животињских рогова коришћени већ у 14. веку.
Прозори од пода до плафона у модерном стилу постали су могући тек након што су усавршени процеси индустријске производње стакла. Модерни прозори су обично испуњени стаклом, иако су неки од провидних пластика.
Кратка визуелна историја прозора
- Прозорска решетка од древног египатског пешчара из палате Рамзеса III, сада у Метрополитен музеју (Њујорк)
- Фрагмент римске прозорске стаклене плоче датиране од 1. до 4. века нове ере. Приметна је очигледну кривину; ово није равно окно
- Индијски прозор храма Калешвара (Индија)
- Кинески решеткасти прозор у Џензеу (Ђангсу, Кина)
- Византијски прозор Мале митрополије (Атина, Грчка)
- Исламски прозор Џамех џамије у Нишапуру (Нишапур, Иран)
- Део романичког витража са краљевима Давидом и Соломоном из катедрале Нотр Дам де Стразбур (Стразбур, Француска)
- Прозори северног трансепта у катедрали у Шартру (Шартр, Француска)
- Руски прозор манастира Валдај Иверског (Валдајско језеро, Новгородска област, Русија)
- Бранковaнски прозор манастира Ставрополеос (Букурешт, Румунија)
- Ренесансни прозор Хотела Дасеза (Тулуз, Француска)
- Барокни прозор палате Сормани (Милано, Италија)
- Рококо прозори Цвингера (Дрезден, Немачка)
- Округли прозор Луја XVI на Малом Тријанону (Версај, Француска), са орнаментом изведеним од фестона на врху
- Неокласична група прозора, на бочној страни румунског Атенеума (Букурешт)
- Прозори готског препорода куће на Стради Жан-Луис Калдерон (Букурешт)
- Прозори египатског препорода зграде на палати Каиро (Париз)
- Прозори румунског препорода куће на булевару Дачија (Букурешт)
- Еклектични класицистички прозори из 19. века у улици Молитор (Париз)
- Прозор бозарног стила куће Строеску на улици Дијанеи (Букурешт)
- Прозори у стилу сецесије зграде бивше привредне коморе у Греноблу (Француска)
- Ар деко кућа са витражима на Стилеманстрату (Синт-Никлас, Белгија)
- Постмодерни прозори Града музике (Париз)
- Веома високи прозори на улазу у стамбену зграду у Истаду.